# تيريزا غيسبير كاربونيل
تيريزا غيسبير كاربونيل دي ميسا (بالإسبانية: Teresa Gisbert Carbonell de Mesa)‏ (من مواليد 30 نوفمبر 1926 - تُوفيت في 19 فبراير 2018) وهي مهندسة معمارية بوليفية ومؤرخة فنية. تخصصت في تاريخ منطقة أنديز.

## حياتها

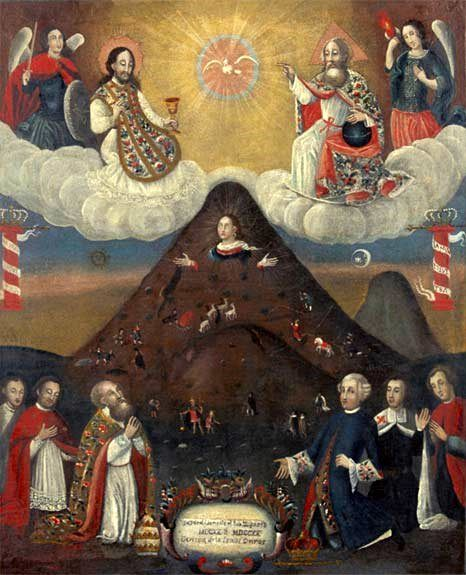
مجهول - عذراء التل، 1720

ولدت تيريزا غيسبرت كاربونيل في 30 نوفمبر 1926 في لاباز، بوليفيا. حصلت على درجة البكالوريوس في الهندسة المعمارية والتعمير في جامعة سان أندريس العليا (لاباز) في عام 1950. بعد إنهاء دراستها، سافرت تيريزا جيسبرت إلى إسبانيا، مع زوجها خوسيه دي ميسا، الذي تزوجته في عام 1950 ، لإكمال دراستها العليا في تاريخ الفن. كان لدي ميسا وجيسبرت أربعة أطفال: كارلوس ميسا وأندريس وإيزابيل وتيريزا جويومار.
خلال إقامتها في إسبانيا، بين 1953 و 1962 ، عملت كباحثة في مختبر الفن في جامعة إشبيلية وفي معهد الفنون دييغو فيلاسكيز.
من 1954 إلى 1970 ، درست الثقافة البوليفية وتاريخ الفن في كلية العلوم الإنسانية في جامعة سان أندريس العليا وفي عام 1972 و 1975 درّست الفن الأمريكي في كلية «الهندسة المعمارية».
كانت جيسبرت مديرة المتحف الوطني للفنون في لا باز من عام 1970 إلى عام 1976. كانت رئيسة الجمعية البوليفية للتاريخ من عام 1983 إلى عام 1984. وكانت مديرة المعهد الثقافي البوليفي من عام 1985 إلى عام 1989 وكانت رئيسة المجلس الدولي للمعالم والمواقع في بوليفيا من عام 1986 حتى عام 1992.
حصلت جيسبرت على العديد من الجوائز والمنح الدراسية لأبحاثها في الفن والتحف والتاريخ منها منحة زمالة غوغنهايم في 1958 و 1966 لإجراء البحوث على الفن الاستعماري ومنحة زائرة في معهد جيتي لبحوث تاريخ الفن والعلوم الإنسانية من 1990 إلى 1991 ومن 1993 إلى 1994.

## من أعمالها
مع خوسيه دي ميسا
- تاريخ لوحة Cuzqueña (تاريخ التصوير في كوزكو، 1962)

أعمال منفصلة
- الأدب السياقي في بوليفيا (1968)
- (الايقونية الأصلية والأساطير في الفن، 1980)
- (فن النسيج وعالم الأنديز 1987)
- (دليل التاريخ البوليفي، 1994)
- جنة الطيور الناطقة في ثقافة الأنديز (1999)